# Selce (Kroatië)
Selce is een Kroatisch kustplaatsje tegenover het eiland Krk tussen Crikvenica en Novi Vinodolski.
Selce is reeds vanaf het eind van de 19e eeuw bekend als badplaats.

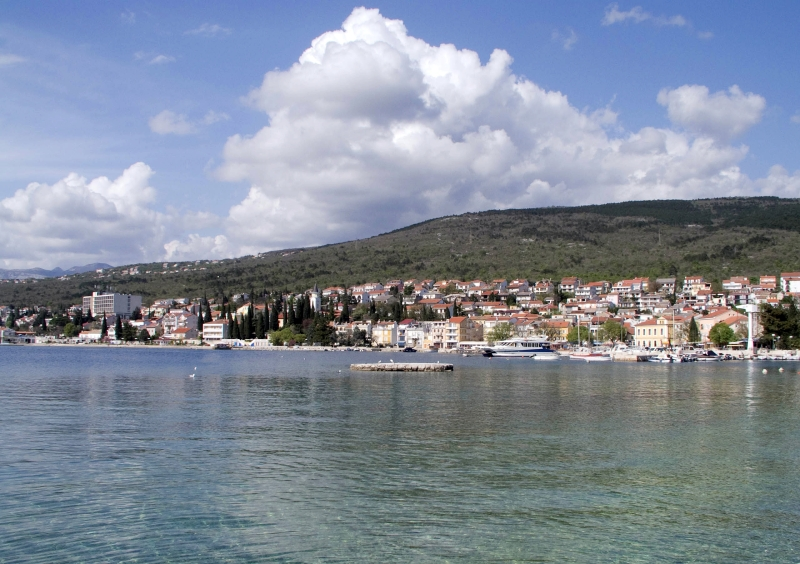
Selce